# 呉氏 (キャラクター)
呉氏（くれし）は、広島県呉市のPRマスコットキャラクターである。
2017年2月1日に公開されたTRFのヒット曲『CRAZY GONNA CRAZY』の替え歌『呉ー市ーGONNA呉ー市ー クレーシーゴナクレーシー』のプロモーションビデオが話題となった。

## 概要
呉市は、特に東日本の人々から「ごし」と誤読されることも多く、知名度が高いとは言いがたい。2017年2月当時の呉市の市長であった小村和年は「呉市という存在を知ってもらうこと」を目的として「呉氏」の設定とPRを行うことを決めたとコメントしている。

## 呉ー市ーGONNA呉ー市ー
『呉ー市ーGONNA呉ー市ー』のPVは公開後1週間で27万回を超える再生回数を記録した。2017年2月8日には日本テレビ系列で生放送されている朝のワイドショー・情報番組『スッキリ!!』でも紹介された。
監督池田一真
振り付けshoji（s**t kingz）

## プロフィール
- 名前：呉氏
- 誕生日：いつぞやの海の日
- 出身：広島県呉市
- 外観
  - 瀬戸内海をイメージしたターコイズブルー
  - 顔が「呉」の一文字
  - 背中に片仮名で「クレ」
- 好きな食べもの：肉じゃが、呉海自カレー、呉冷麺
- 好きなスポーツチーム：広島カープ、サンフレッチェ広島、広島ドラゴンフライズ[要出典]
- 好きな曲：CRAZY GONNA CRAZY
- すきなこと：昼寝[要出典]

　・ゆるキャラグランプリ３年連続入賞
　・最近勢いがある、ゆるキャラランキング４２位